# Hate the Way
Hate the Way è un singolo del rapper statunitense G-Eazy, pubblicato il 16 ottobre 2020.

## Tracce
1. Hate the Way – 3:34